# Uno per tutti (film 2015)
Uno per tutti è un film drammatico del 2015 diretto da Mimmo Calopresti e uscito nelle sale cinematografiche italiane il 26 novembre 2015, che vede nel cast Giorgio Panariello, Isabella Ferrari, Thomas Trabacchi e Fabrizio Ferracane. Il trailer è stato pubblicato su YouTube il 9 novembre 2015.